# Jesu heliga namn
Jesu heliga namn är en liturgisk fest som firas inom Romersk-katolska kyrkan den 3 januari. Festdagen instiftades i Belgien, England, Skottland och Tyskland under 1400-talet; år 1721 introducerades den i hela den världsvida kyrkan. 